# جائزة إسبانيا الكبرى للدراجات النارية 2000
جائزة إسبانيا الكبرى للدراجات النارية 2000 هو سباق دراجات نارية أقيم بتاريخ 30 أبريل 2000 في حلبة خيريز. كان الجولة الرابعة من أصل 16 في سباق الجائزة الكبرى للدراجات النارية موسم 2000. فاز الأمريكي كيني روبرتس جونيور بفئة 500 سي سي بينما جاء الإسباني كارلوس تشيكا في المركز الثاني وحصل على المركز الثالث الإيطالي فالنتينو روسي.

## وصلات خارجية
- الموقع الرسمي